# Vîșkiv, Dolîna
Vîșkiv (în ucraineană Вишків) este o comună în raionul Dolîna, regiunea Ivano-Frankivsk, Ucraina, formată numai din satul de reședință.

## Demografie
Componența lingvistică a comunei Vîșkiv
     Ucraineană (99,54%)
     Alte limbi (0,46%)
Conform recensământului din 2001, majoritatea populației comunei Vîșkiv era vorbitoare de ucraineană (99,54%), existând în minoritate și vorbitori de alte limbi.